# Protestos contra o governo Dilma Rousseff
Os protestos contra o governo Dilma Rousseff foram manifestações populares que ocorreram em diversas regiões do Brasil, no contexto da crise político-econômica iniciada em 2014, tendo como principais objetivos protestar contra o governo Dilma Rousseff e defender a Operação Lava Jato.
O movimento reuniu milhões de pessoas nos dias 15 de março, 12 de abril, 16 de agosto e 13 de dezembro de 2015 , e, segundo algumas estimativas, foram as maiores mobilizações populares no país desde o início da Nova República.
Manifestações populares voltaram a ocorrer em todas as regiões do Brasil no dia 13 de março de 2016. Foi o maior ato político na história do Brasil, superando as Diretas já.
Após o impeachment de Dilma Rousseff, as manifestações passaram a se focar apenas na defesa da Lava Jato.

## Contexto
Em 26 de outubro de 2014, após a campanha mais acirrada desde a eleição de 1989, Dilma Rousseff foi reeleita presidente do Brasil com 51,6% dos votos válidos. Em relação ao pleito anterior, Dilma perdeu mais de 1,25 milhão de votos e venceu, sobretudo, devido à votação maciça que obteve no Nordeste — quase o triplo de votos que o candidato oposicionista Aécio Neves. Em dezembro, antes de anunciar um impopular ajuste fiscal que inclui mudanças nas regras de benefícios previdenciários, o governo gozava da aprovação de 52% da população. O ajuste fiscal visava combater a crise econômica iniciada em 2014.
Após os primeiros impactos do ajuste fiscal serem sentidos, em fevereiro de 2015, a aprovação de Dilma caiu para 23%. Segundo a Central Única dos Trabalhadores (CUT), a mudança na regra de concessão dos benefícios previdenciários atinge 49 milhões de pessoas no caso do seguro desemprego, 23 milhões de pessoas no caso do abono salarial e 600 mil pescadores no caso do seguro-defeso. Em meio a esse cenário econômico desfavorável, além de novos desdobramentos da Operação Lava Jato (o Supremo Tribunal Federal decidiu que seriam investigados cerca de 50 políticos supostamente envolvidos no esquema de corrupção, a maioria pertencente a partidos aliados do governo), grupos oposicionistas como Vem Pra Rua, Movimento Brasil Livre e Revoltados Online marcaram protestos contra a presidente no dia 15 de março de 2015, convocando os participantes através das redes sociais. Apesar de se dizerem apartidários, os protestos foram apoiados por partidos de oposição como PSDB, DEM, PPS e SD, que convocaram seus filiados para os atos.
À época dos protestos, pesquisas internas do governo, divulgadas tanto pela oposição à direita como pela "oposição à esquerda", indicaram quedas ainda maiores nos índices de aprovação do governo, para 7% (Veja) ou 10% (CartaCapital).
Dois dias antes da data marcada para a primeira das manifestações, em 13 de março, partidos de esquerda, centrais sindicais e movimentos sociais realizaram um ato em defesa da Petrobras e contra o ajuste fiscal em 24 estados e no Distrito Federal. Apesar de criticar as medidas de ajuste fiscal, os manifestantes se declararam contra o impeachment da presidente, sendo a defesa da democracia um dos motes do movimento. A CUT estimou que cem mil pessoas tenham participado do ato em cidade de São Paulo, número que, para a PM, foi de doze mil manifestantes.

## Organização
Segundo o jornal Folha de S.Paulo, o Movimento Brasil Livre (MBL) foi o principal responsável pela convocação das manifestações. O grupo é sediado em São Paulo e, segundo o The Economist, foi "fundado no último ano para promover as respostas do livre mercado para os problemas do país". Em manifesto publicado na internet, o MBL cita seus cinco objetivos: "imprensa livre e independente, liberdade econômica, separação de poderes, eleições livres e idôneas e fim de subsídios diretos e indiretos a ditaduras". Os coordenadores nacionais do MBL negaram que são financiados por grandes empresários e declararam que dependem de doações feitas pela internet.
Outro grupo que ajudou a organizar os protestos foi o Revoltados Online, fundado em 2004 por Marcello Reis com o objetivo original de "rastrear pedófilos". Com quase 700 mil seguidores no Facebook, o Revoltados Online alimenta as redes sociais com publicações diárias contra o governo. O grupo tem como seu ícone o deputado federal Jair Bolsonaro (PP-RJ) e considera o impeachment da presidente Dilma e do vice Michel Temer sua principal bandeira, além de defender a volta do voto de papel, a consolidação de um regime parlamentarista no Brasil e a existência de apenas cinco partidos no país — "um de centro, direita, extrema direita, esquerda e extrema esquerda". O Revoltados Online financia-se através da venda de "kits pró-impeachment". Por fim, há o Vem Pra Rua, considerado o grupo mais moderado ideologicamente entre os que organizaram os protestos, por não defender o impeachment ou uma intervenção militar. O grupo foi fundado em setembro de 2014 em apoio ao então candidato presidencial Aécio Neves. Para Renan Santos, do MBL, "os caras do Vem Pra Rua são mais velhos, mais ricos e têm o PSDB por trás".
Dentre os grupos regionais que participaram da organização do protesto, destaca-se o Movimento Endireita Brasil (MEB), tradicional organizador do Dia da Liberdade de Impostos em São Paulo. O MEB existe desde 2006 e sua página no Facebook tem mais de 184 mil curtidas. A pauta do Movimento é a defesa do estado mínimo, da propriedade privada e das liberdades individuais, atuando nas manifestações em São Paulo, Curitiba e Porto Alegre. Segundo o líder do MEB, Ricardo Salles, o "lugar do governo é fora da economia" e a atual crise econômica que o Brasil enfrenta é consequência dos excessos do governo Dilma.

## 15 de março de 2015

### Disposição geográfica
No dia 15 de março, ocorreram protestos em todos os estados brasileiros, em ao menos 160 cidades. Os estados de São Paulo, Espírito Santo, Rio Grande do Sul, Santa Catarina, Paraná e Rio de Janeiro registraram as maiores adesões, enquanto os estados do Norte e do Nordeste tiveram menor índice de participação. Em Palmas, por exemplo, não houve protesto contra Dilma. Também foram registrados protestos em seis cidades do exterior: Buenos Aires, Londres, Lisboa, Miami, Montreal e Nova York. As estimativas totais de participantes variam. Enquanto as polícias militares estimam entre 1 400 000 e 2 400 000, os organizadores afirmam que estiveram presentes 3 000 000 de pessoas.
Independente da fonte, o protesto ocorrido na cidade de São Paulo foi o maior de todos. Às 15h40, a Polícia Militar do Estado de São Paulo estimou que estavam presentes 1 000 000 de manifestantes na Avenida Paulista e ruas adjacentes. O Datafolha, usando metodologia própria, calculou em 210 mil o número de manifestantes, ressaltando que esta foi a maior manifestação política na capital paulista desde as Diretas Já. Segundo o instituto, que não considerou as pessoas presentes nas adjacências da Avenida Paulista, a aglomeração máxima nos 135,5 mil m² da Paulista é de 950 mil pessoas.

### O protesto

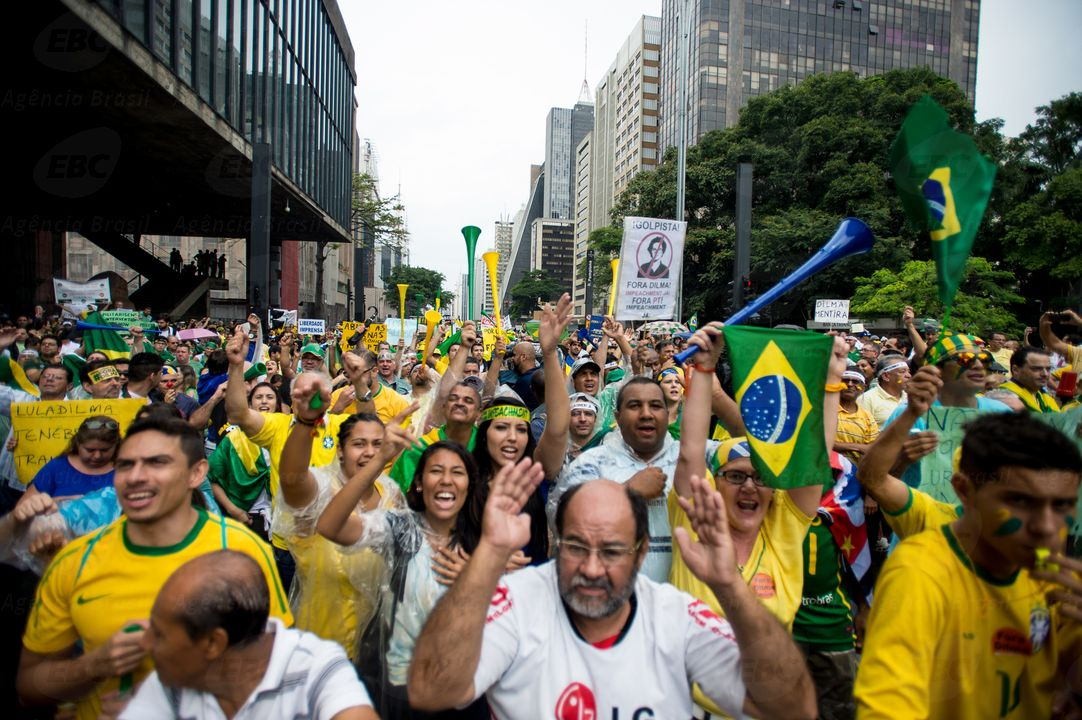
Manifestantes na cidade de São Paulo.

O discurso predominante entre os manifestantes pedia o impeachment da presidente Dilma e a responsabilização do Partido dos Trabalhadores (PT) pelo escândalo de corrupção na Petrobrás. Alguns manifestantes defendiam uma intervenção militar. A maioria dos manifestantes vestiam roupas com as cores da Bandeira do Brasil e camisetas da Seleção Brasileira de Futebol. O clima era festivo e muitos manifestantes aproveitaram para tirar selfies com policiais. Em determinado momento, um grupo de cerca de quarenta caminhoneiros também se juntou à manifestação na Avenida Paulista. Segundo o Comando Nacional do Transporte, não houve endosso da ação. Eles seguiram para a Avenida Paulista e posteriormente desceram a Avenida Consolação, paralisando parcialmente o trânsito.
O governo do Estado de São Paulo liberou, pela primeira vez em um protesto, as catracas do metrô de São Paulo para os manifestantes. Em outros protestos, como os de junho de 2013, a PM usou balas de borracha e bombas de efeito moral para impedir que manifestantes pulassem as catracas das estações de metrô. Durante certo tempo, os manifestantes puderam passar pelas catracas livremente sem a cobrança de passagem. Críticos ao protesto encararam isso como um apoio do governo de São Paulo, liderado pelo oposicionista Geraldo Alckmin, aos protestos. Vários artistas globais demonstraram seu apoio convocando manifestantes em suas redes sociais. Além disso, a Globo transmitiu, em caráter extraordinário, o informativo Globo Notícia a cada quarenta minutos com a cobertura das manifestações em todo o Brasil.

### Perfil do público
Em 17 de março, o Datafolha divulgou uma pesquisa feita durante as manifestações na Avenida Paulista. O instituto entrevistou 432 manifestantes e traçou um perfil dos manifestantes na capital paulista. Destes, 47% foram protestar contra a corrupção, 27% pelo impeachment de Dilma, 20% contra o Partido dos Trabalhadores e 14% contra os políticos em geral. A democracia foi amplamente defendida, sendo que 85% consideram que "a democracia é sempre melhor". Outros 10% acham que "em certas circunstâncias, é melhor uma ditadura" e 3% são indiferentes. A maioria absoluta — 82% — declarou ter votado em Aécio Neves no segundo turno da eleição presidencial de 2014 e 37% manifestaram simpatia pelo PSDB. O público também possuía um perfil mais elitista do que a população em geral: 76% têm ensino superior completo e 68% ganham mais de R$ 3.940,00 mensais. Para 90%, Dilma "sabia da corrupção da Petrobras, mas deixou ocorrer", e 9% acreditam que "ela sabia da corrupção, mas nada poderia fazer". Quanto à aprovação da presidente, 96% dos entrevistados avaliam o governo como ruim ou péssimo e 3% como regular. Sobre a aprovação do Congresso Nacional, 77% o consideram ruim ou péssimo, 19% o avaliam como regular e 3% como ótimo ou bom.
Em Porto Alegre, os institutos Índex e Amostra entrevistaram 1 176 manifestantes. Na pesquisa do Índex, 60,1% responderam que o maior problema do país é a corrupção, 8,6% a administração pública, 6% a saúde e 5,7% a educação. A maior decepção dos manifestantes, de acordo com o Índex, são com a classe política (56,8%), o PT (44%), a presidente Dilma (28,5%) e a base aliada (18,5%). Na pesquisa do Amostra, os motivos principais que levaram os entrevistados a participar do protesto foram o combate à corrupção (43,8%) e o descontentamento com o governo (21%). Quanto ao impeachment de Dilma, 66,3% declararam-se favoráveis e 29,8% contrários. O perfil dos entrevistados, tanto na pesquisa do Índex quanto na do Amostra, indicaram que mais de 65% possuem renda mensal superior a R$ 4.728,00 e mais de 68% têm ensino superior completo.

### Repercussão

#### Governo
Entre os dias 16 e 17 de março, o Datafolha realizou uma pesquisa de popularidade da presidente Dilma, publicado pelo jornal Folha de S.Paulo. Segundo a pesquisa 13% dos brasileiros aprovam o governo Dilma, o menor índice para um presidente da República em mais de vinte anos. A pesquisa revelou que 62% dos brasileiros consideram o governo ruim ou péssimo. A pesquisa mostrou ainda que 50% avaliam como ruim ou péssimo o desempenho de senadores e deputados no Congresso Nacional, enquanto 9% consideram ótimo ou bom.

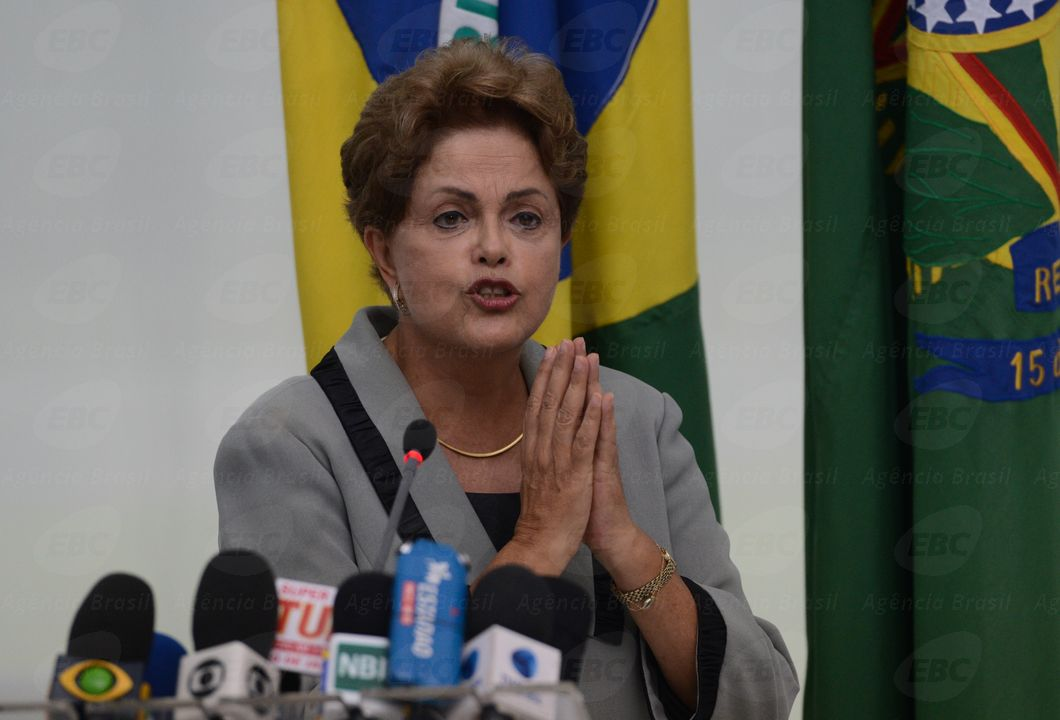
Dilma Rousseff concede entrevista coletiva no Palácio do Planalto em 16 de março.

Em 11 de março, quatro dias antes do primeiro protesto, a página oficial de Dilma no Facebook publicou um texto defendendo o direito de manifestação. A presidente declarou: "Eu acredito que uma das maiores conquistas do nosso País foi a democracia. Assim sendo, não tenho o menor interesse, o menor intuito, nem tampouco o menor compromisso com qualquer processo de restrição à livre manifestação neste País." Durante a manifestação do dia 15 de março, a presidente Dilma se reuniu com vários ministros no Palácio do Planalto. No início da noite, o então ministro da Justiça José Eduardo Cardozo e o então ministro da Secretaria-Geral da Presidência da República Miguel Rossetto concederam uma entrevista coletiva para avaliar as manifestações. Os ministros, que representavam a presidente, declararam que o governo anunciará um pacote de medidas de combate à corrupção. Rossetto também destacou a importância da democracia e reiterou que não deve haver "manifestações autoritárias e fascistas". O ex-presidente do Supremo Tribunal Federal, Joaquim Barbosa, declarou que são "corretíssimas as observações do ministro Rossetto sobre o erro daqueles que pedem o retorno dos militares. Seria um imenso retrocesso para o Brasil. O ministro Cardozo insiste num erro deliberado e frequente: o de insinuar que as iniciativas do MPF e da PF são impulsionadas pelo Governo. Num dia como o de hoje, achei um erro botar ministros de Estado para falar. O momento era para a Chefe de Estado se dirigir à Nação. Ponto." Durante a fala, foram registrados "panelaços" em algumas cidades. Em 1° de maio de 2015, Dilma desistiu de fazer o tradicional discurso do Dia do Trabalhador em rede nacional de televisão, preferindo divulgar a fala pela internet, no que foi interpretado pela oposição como uma reação acanhada do governo aos "panelaços".
Em 16 de março, os ministros José Eduardo Cardozo e Eduardo Braga afirmaram que o governo vai "ouvir" as manifestações com "humildade". Dilma reiterou o pronunciamento dos ministros ao afirmar que "o governo irá sempre dialogar com manifestações das ruas... O sentimento tem de ser de humildade e firmeza". Ela declarou ainda que "ontem, quando eu vi centenas e milhares de cidadãos se manifestando, não pude deixar de pensar que valeu a pena lutar pela liberdade, valeu a pena lutar pela democracia. Este país está mais forte que nunca". Ela também reiterou que o governo irá "dialogar" com as manifestações e que pretende enviar ao Congresso Nacional medidas de combate à corrupção. Na noite do mesmo dia, Dilma se reuniu com o ex-presidente Luiz Inácio Lula da Silva e com o presidente nacional do PT Rui Falcão para avaliar os protestos e definir as estratégias do governo. Em 17 de março, José Eduardo Cardozo, e Pepe Vargas, apresentaram um pacote anticorrupção a Renan Calheiros, presidente do Senado. As propostas serão encaminhadas pelo governo ao Congresso Nacional. Segundo especialistas ouvidos pela BBC, as medidas apresentadas são positivas, mas podem ser insuficientes na prevenção de delitos.

#### Oposição
De saída do PT, a senadora Marta Suplicy (SP) criticou a presidente Dilma e defendeu o ato. Aécio Neves disse que "impeachment não é golpe" e que "não torço para que isso ocorra", mas convocou a militância para protestar contra o governo. O senador não foi às manifestações para evitar um "terceiro turno". O líder da oposição no Senado, Álvaro Dias (PSDB-PR), afirmou que "a resposta do governo à maior mobilização popular de protesto da história da democracia brasileira é pífia, é insuficiente [...]". O deputado federal Mendonça Filho, líder dos Democratas, postou no Twitter que "a manifestação aqui em São Paulo ecoa com muita força o grito de insatisfação com o Governo Dilma dado hoje no País inteiro [...]." O deputado Paulo Pereira da Silva destacou que "as manifestações de hoje só mostram que o Solidariedade tem razão. A Dilma não tem mais condições de dirigir o Brasil. É hora do impeachment."
O ex-presidente Fernando Henrique Cardoso, em entrevista no dia 18 de março ao programa Jornal da Manhã da rádio Jovem Pan, afirmou que a presidente está perdendo as condições políticas de governar e os protestos são reflexos dessa fraqueza política, embora tenha declarado não ser a favor do impeachment de Dilma neste momento, ressaltando ainda a obrigação da classe política de respeitar as instituições democráticas. Já o presidente da Câmara dos Deputados, Eduardo Cunha (PMDB-RJ), classificou como "ilegalidade" e "golpismo" a discussão sobre o impeachment da presidente. Para ele, "ela [Dilma] saiu desse processo eleitoral e não teve a percepção de que não teve hegemonia política. Não teve hegemonia eleitoral. Teve vitória eleitoral. Começou o segundo mandato em crise política achando que a simples nomeação para cargos públicos seria suficiente. Sabia que tinha que fazer ajuste fiscal, começou a propor, mas sem discutir antes as medidas, não só com aqueles que compõem a sua base, mas com a sociedade como um todo".

#### Mídia internacional
O jornal britânico The Guardian chamou os protestos de "manifestações da direita" causadas por insatisfação crescente com a economia e com o escândalo de corrupção na Petrobras. Afirmou também que os protestos reuniram pessoas "mais velhas, mais brancas e mais ricas" que os de 2013.
O Financial Times destacou que os manifestantes "em verde e amarelo, com bandeiras e balões" evocaram uma atmosfera semelhante à dos protestos de junho de 2013. A Bloomberg noticiou que a insatisfação popular cresceu depois que o governo aumentou impostos e preços que estavam represados ao passo que o país passa por seu "maior escândalo de corrupção". O Washington Post divulgou que houve massivos protestos pedindo o impeachment da presidente Dilma Rousseff estreitando suas opções para resolver as crise política e econômica, o que vai significar mais turbulência para o país nos próximos meses, embora sua saída da presidência pareça improvável. O Wall Street Journal afirmou que os protestos são reflexos dos escândalos de corrupção e da crise econômica enfrentada pelo governo, destacando que os brasileiros das classes alta e média-alta, tradicionalmente opositores aos governos petistas, afirmam que Dilma não é capaz de gerir a economia, enquanto classes mais modestas e movimentos sociais, tradicionalmente bases de apoio do governo, sentem-se traídas desde que ela passou a anunciar medidas contrárias às defendidas durante a campanha de 2014, enxergando nelas retrocessos nas políticas sociais.
O New York Times afirmou que a possibilidade de um impeachment parece distante e defendeu a postura de Dilma diante dos protestos. O jornalista Simon Romero, chefe do escritório do jornal na cidade do Rio de Janeiro, afirmou: "Em contraste com outros líderes da região que responderam à dissidência com ataques a seus críticos e uso de forças de segurança, a senhora Rousseff assumiu uma postura relativamente pouco confrontadora". A agência britânica de notícias Reuters mostrou que o impeachment da presidente Dilma Rousseff estava entre as principais reivindicações dos manifestantes. A emissora do Qatar Al Jazeera publicou que milhões protestaram contra a presidente, mostrando o quanto os brasileiros estão desiludidos com o governo e a política em geral, embora as chances da deposição da presidente sejam escassas. Já a francesa France 24 afirmou que manifestantes marcharam em todo o Brasil para protestar contra uma economia em crise, aumento dos preços, corrupção e ainda para pedir o impeachment da presidente esquerdista.
O jornal argentino Clarín referiu-se aos protestos como "uma crise vizinha". O espanhol El País, em sua capa, enfatizou que "os protagonistas das marchas pertencem às classes médias mais educadas". A revista alemã Der Spiegel afirmou que a situação "não está boa" para a presidente.

## 12 de abril de 2015

### Disposição geográfica
Assim que as manifestações do dia 15 de março se encerraram, os organizadores prometeram um novo dia de manifestações para o dia 12 de abril sob o mote "Vai ser ainda maior". De fato, os protestos registraram público inferior aos do dia 15 de março. Com protestos em 24 estados e no Distrito Federal, 700 mil pessoas saíram às ruas para protestar contra o governo Dilma, segundo as polícias militares. O número foi a metade do estimado no ato de março, quando 1,4 milhão de pessoas se manifestaram. Assim como ocorreu no ato de março, os principais focos dos protestos continuaram sendo em São Paulo, Brasília, Curitiba, Porto Alegre e Rio de Janeiro. Desta vez, a PM-SP, que dias antes disse não esperar um público maior em 12 de abril, estimou o número de manifestantes em 275 mil pessoas, enquanto o Datafolha registrou 100 mil manifestantes. Novamente São Paulo registrou o maior ato anti-Dilma. Na capital gaúcha, a polícia estimou 35 mil pessoas no protesto. Em Brasília, os protestos encolheram de 45 mil, em março, para 25 mil pessoas. No Rio de Janeiro, as manifestações em Copacabana caíram de 15 mil para 10 mil, na comparação entre os atos de março e abril.

### O protesto
Durante o protesto em São Paulo, Kim Kataguiri, um dos líderes do MBL, fez discurso dizendo que "o PT tem que tomar um tiro na cabeça", o que foi interpretado como uma apologia ao crime. Por outro lado, segundo Alex Antunes: "A frase foi tirada de contexto. Era uma resposta ao senador do PSDB, Aloysio Nunes Ferreira, que tinha declarado que não queria o impeachment, mas sim deixar o governo sangrar." Duas senhoras, uma no Rio e outra em São Paulo, teriam sido hostilizadas por defenderem a presidente Dilma. O MBL tentou se afastar de grupos mais radicais, que pediam a intervenção militar. Na sexta-feira, 10 de abril, integrantes do MBL entraram com uma liminar na Justiça pedindo que o carro de som do grupo SOS Forças Armadas, que defende a retirada violenta de Dilma do poder, ficasse a 400 metros de distância dos movimentos a favor do impeachment.
Novamente o governo de São Paulo foi acusado de incentivar a participação da população nos protestos. A PM-SP mudou o horário de jogos do Campeonato Paulista alegando que queria vitar que duas grandes concentrações de pessoas se encontrassem no mesmo local e horário. Assim como ocorreu em março, quando o jogo do Palmeiras foi alterado das 16h para às 11h do domingo 15, a PM procurou a Federação Paulista de Futebol e acordou a mudança de horário dos jogos da semifinal do campeonato. Corinthians e São Paulo tiveram seus jogos transferidos para o sábado contra a Ponte Preta e Red Bull Brasil, respectivamente. O Santos jogou contra o XV de Piracicaba, na cidade de Santos, e o Palmeiras enfrentou o Botafogo de Ribeirão Preto, às 11 horas do domingo 15. A antecipação do horário dos jogos de domingo foi alvo de críticas nas redes sociais por internautas que enxergaram na medida uma forma de incitar a participação nos protestos. Desta vez, no entanto, a PM negou que as catracas do metrô seriam liberadas para os manifestantes.
Segundo a CartaCapital, os protestos apresentaram queda no público por apresentarem pauta de discussão difusa, "sem haver consenso sobre o que deveria acontecer após um possível impeachment ou sobre a necessidade de um reforma política". Outro possível motivo seria a falta de engajamento dos manifestantes do dia 15 de março nos grupos que organizaram os protestos. Segundo o Datafolha, 91% das pessoas presentes no dia 15 disseram não ter ligação com nenhum dos grupos organizadores.

### Perfil do público
Pesquisas de campo utilizando métodos quantitativos conduzidas nos protestos do dia 12 de abril por pesquisadores baseados na Universidade de São Paulo para a cidade de São Paulo, e por professores da Universidade Federal de Minas Gerais em Belo Horizonte revelam características diversas do perfil específico dos manifestantes. Em São Paulo eram compostos por uma grande maioria de grupos de alta renda, em sua maioria brancos, afirmando um alto grau de desconfiança dos partidos políticos em geral (mas com uma forte confiança em Aécio Neves, o candidato derrotado nas eleições presidenciais de 2014), revelando uma preferência pelo jornalismo político de cunho conservador, e sustentando uma crença de que o Partido dos Trabalhadores tem um projeto visando a implementação de um regime comunista no Brasil. Em Belo Horizonte, a maioria dos manifestantes se identificam como situados ao centro ou à direita do espectro político; sustentando a ideia de que as políticas de distribuição de renda implementadas pelo governo federal torna a população de baixa renda preguiçosa e pouco disposta a trabalhar; a favor de direitos de porte e propriedade de armas de fogo; e propondo como desdobramento do problema de legitimidade da presidente da república, em primeiro lugar sua renúncia, seguida de seu impeachment, tendo o apoio à intervenção militar como a terceira resposta mais frequente, com a minoria dos manifestantes concordando com a necessidade da intervenção militar (ao serem perguntados acerca desta questão específica num formato de sim ou não como únicas respostas possíveis).

### Repercussão

#### Governo
Diante da adesão menor aos protestos de 12 de abril, o governo federal e o Diretório Nacional do PT decidiram alterar a estratégia de comunicação e anunciaram que não iriam se manifestar sobre os protestos. Por meio de sua assessoria de imprensa, o vice-presidente Michel Temer (PMDB) afirmou que "o fato de ter menos gente nas ruas não diminui a importância do alerta que está sendo dado pela população, mostrando que é fundamental que o governo compreenda que há necessidade de dialogar e ouvir mais". Chefe da Secretaria de Comunicação Social do governo federal, Edinho Silva afirmou que, independentemente do tamanho, os protestos devem ser reconhecidos e que "o governo capitaliza o descontentamento com a forma como foi organizado o sistema político".

#### Oposição
Em 22 de maio, o PSDB recuou no seu apoio ao impeachment de Dilma, o que levou alguns dos principais grupos anti-Dilma a se rebelar contra o partido. Para o MBL, "Aécio traiu o Brasil". Em um vídeo postado no Facebook, o líder do Revoltados Online, Marcelo Reis, disse que "Aécio está sendo covarde. Dilma tem mais colhões que ele". O partido decidiu abandonar a tese do impeachment depois de receber um parecer do jurista Miguel Reale Júnior, ex-ministro da Justiça de Fernando Henrique Cardoso. Segundo o jurista, os ativistas do Movimento Brasil Livre não têm "informação e cultura política".

### Marcha do MBL pela Liberdade
Após o protesto de 12 de abril, o MBL lançou uma marcha de São Paulo até Brasília para pedir o impeachment da presidente. A Marcha da Liberdade saiu esvaziada de São Paulo no dia 24 de abril e chegou em Brasília em 27 de maio. Na capital federal, ingressaram com um pedido de impeachment contra a presidente no Congresso Nacional. Os manifestantes foram recebidos por líderes da oposição na rampa do Congresso Nacional; os únicos deputados que caminharam até os manifestantes foram os deputados Jair Bolsonaro (PP/RJ) e Eduardo Bolsonaro (PSC/SP).. Em seguida, se reuniram com o presidente da Câmara dos Deputados, Eduardo Cunha (PMDB-RJ), que disse que iria analisar o pedido de impeachment protocolado pelo grupo e então se manifestaria sobre o caso. Durante a marcha, Kim Kataguiri, um dos líderes do MBL, sofreu um acidente quando um motorista atingiu o carro que dava suporte ao grupo na estrada. O motorista foi preso e havia ingerido bebida alcoólica.

## 16 de agosto de 2015
Em 16 de agosto, ocorreram protestos em pelo menos 291 cidades de todos os Estados e no Distrito Federal, além de outras cidades ao redor do mundo. De acordo com o Datafolha, o protesto da cidade de São Paulo reuniu mais pessoas, cerca de 135 mil. O número total de manifestantes foi estimado entre 879 mil (pelas polícias militares) e em 2 milhões (pelos organizadores), sendo assim menor que os de março, mas maior que os de abril.
Mais uma vez, os protestos foram convocados pelo Movimento Brasil Livre, com apoio dos grupos Vem Pra Rua e Revoltados ON LINE. O foco dos três grupos foi não só o impeachment, como também o repúdio ao "acordão" feito entre a presidente Dilma Rousseff, o senador Renan Calheiros e o procurador-geral da República, Rodrigo Janot.
Com mais este protesto, o Movimento Brasil Livre passou a ser reconhecido internacionalmente como uma nova força política brasileira. Como seus próprios fundadores já declararam, o movimento pensa "como uma startup" e deve continuar crescendo para não "morrer". Seus líderes foram recebidos na manifestação da Avenida Paulista como astros, sofrendo tanto assédio quanto os políticos mais carismáticos, tirando centenas de selfies com fãs e sendo fervorosamente aplaudidos em cada discurso. O caminhão de som do Vem Pra Rua atraiu um público mais velho, em sua maioria brancos de classe média alta. O caminhão do MBL foi o que mais cativou o público, com mais de seis horas de discurso de seus jovens líderes e músicas criadas e tocadas pela bateria do movimento.
Pela primeira vez, os principais nomes da oposição no Brasil participaram das manifestações nas ruas: em Belo Horizonte, o senador Aécio Neves (PSDB-MG) foi carregado nos ombros por populares; em São Paulo, onde ocorreu a maior manifestação, na Avenida Paulista, o senador José Serra (PSDB-SP) foi muito assediado e teve o nome conclamado pelos ativistas; o senador Ronaldo Caiado (DEM-GO) também participou das manifestações na Avenida Paulista. Poucos dias antes dos protestos, o PSDB usou seu tempo de inserção de anúncios na televisão para apoiar os protestos contra a presidente e a convidar a população a ir para as ruas.
À semelhança do primeiro dos atos (15 de março) também este teve uma resposta por parte dos setores mais à esquerda. Quatro dias depois (a 20 de agosto) partidos de esquerda, centrais sindicais e movimentos sociais realizaram um ato em São Paulo, com uma caminhada do Largo do Batata até à Avenida Paulista. Os números oscilam entre os 40 mil (segundo a Secretaria de Segurança Pública) e os 60 mil (segundo os organizadores). Já a pauta do ato foi essencialmente centrada no "Fora Cunha" (presidente da Câmara) e no "Fora Levy" (ministro da Fazenda), tocando superficialmente na defesa do Governo, ponto crítico e divisor das esquerdas.

## 13 de dezembro de 2015
O último dos quatro protestos do ano de 2015, foi o que teve menor adesão por parte dos manifestantes: "segundo dados da PM nos Estados, cerca de 65 mil pessoas foram às ruas em todo o País". Uma possível explicação para essa desmobilização parece ter sido o fato de o pedido de impeachment ter já sido aceite por Cunha, na Câmara. As atenções dos organizadores do movimento dos protestos estavam já concentradas no organização do protesto de março de 2016, altura em que coincidiria com o resultado da votação do pedido.
À semelhança dos atos de 13 de março e de 16 de agosto, também este último ato de 2015 teve a sua resposta na rua, por parte dos vários movimentos da esquerda. O ato ocorreu em 16 de dezembro, em pelo menos 23 cidades do Brasil. Em São Paulo os protestos reuniram entre 3 mil pessoas (de acordo com a PM) e 100 mil pessoas (segundo os organizadores). À semelhança do seu último ato, a pauta continuava centrada no "Fora Cunha" e no "Fora Levy".

## 13 de março de 2016

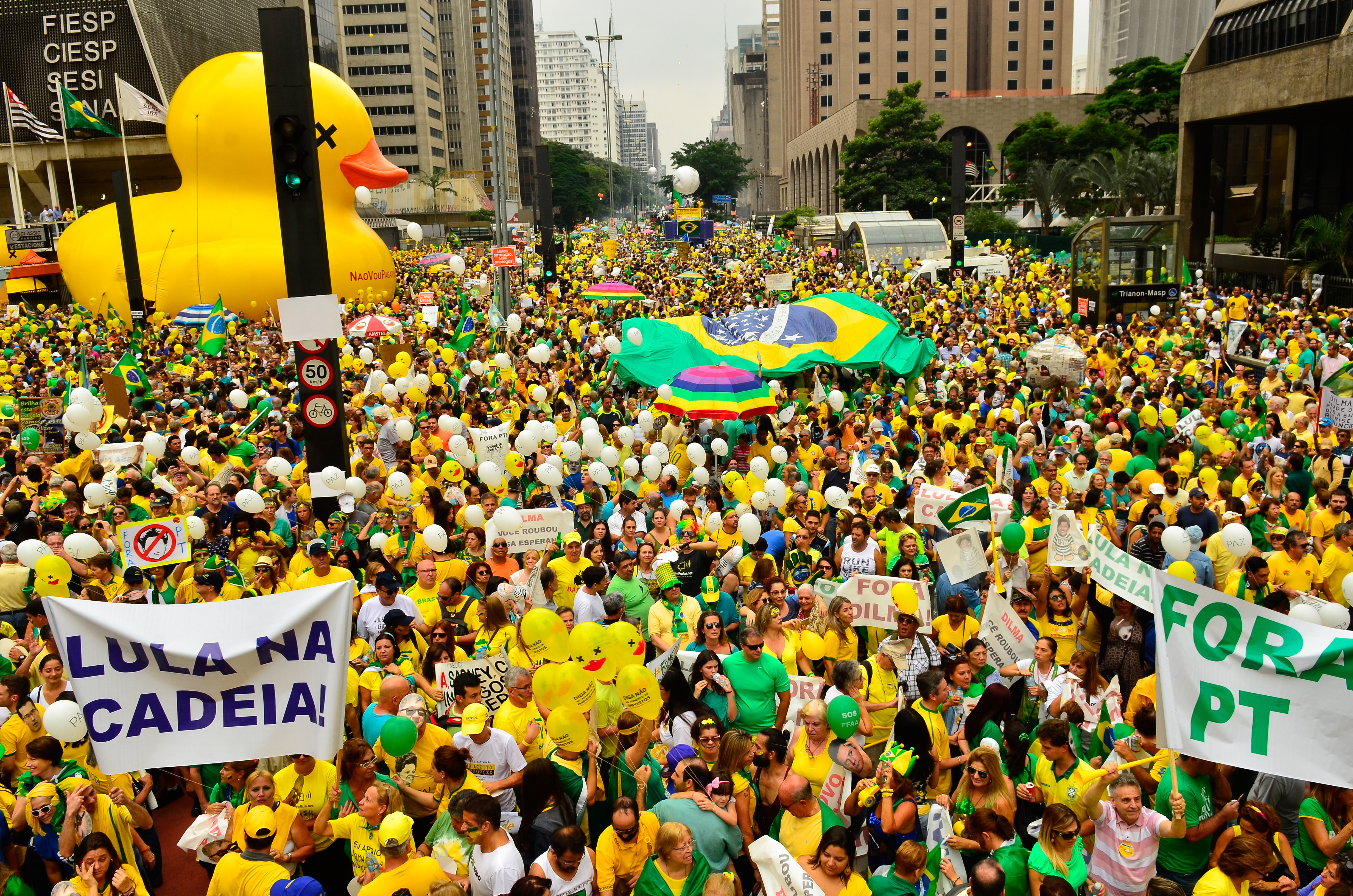
Manifestação na Avenida Paulista em 13 de março de 2016

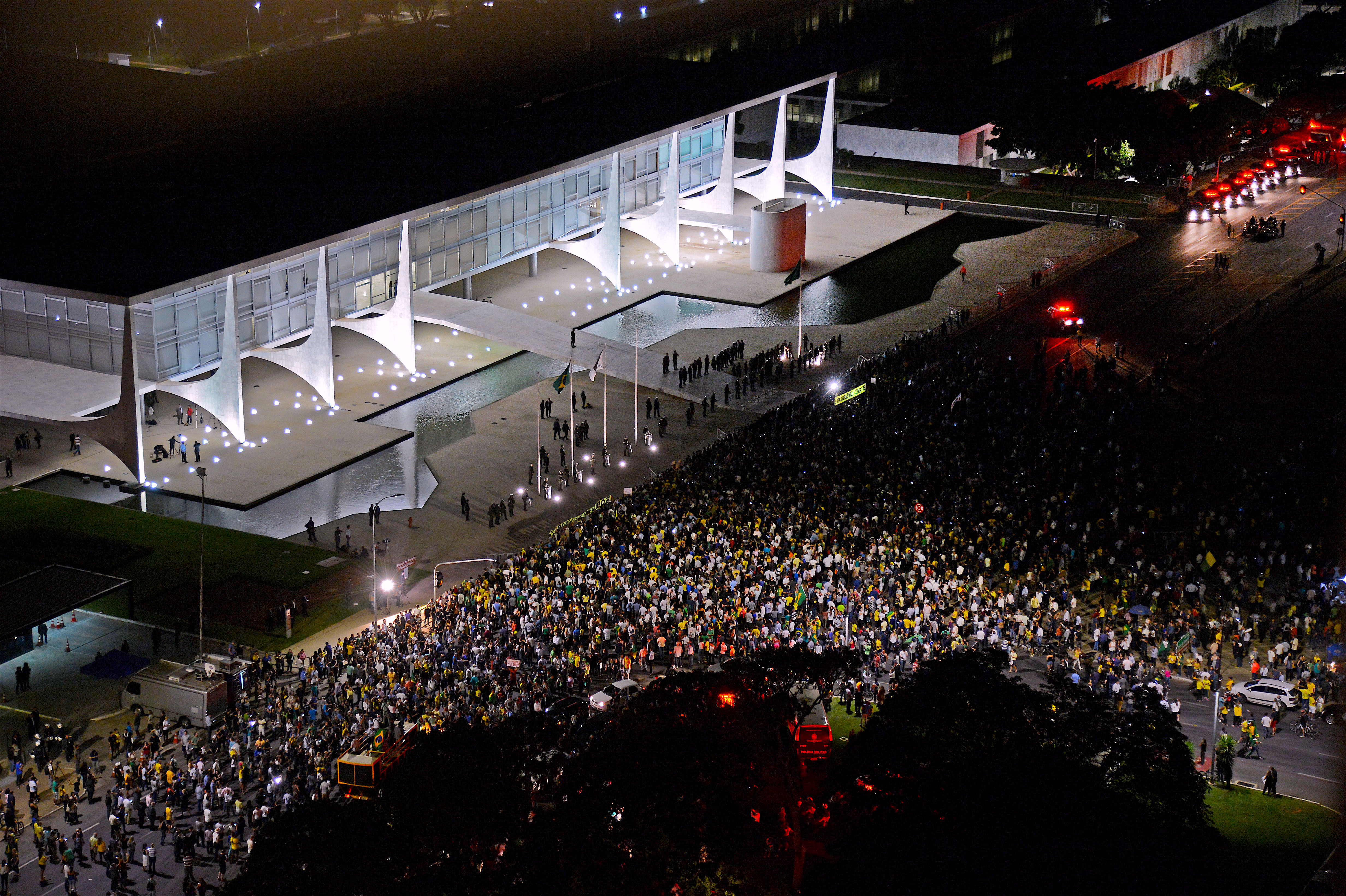
Manifestações no Palácio do Planalto contrárias a nomeação de Lula para o governo, em 16 de março de 2016.

Manifestações populares ocorreram em todas as regiões do Brasil no dia 13 de março de 2016 tendo como principais objetivos protestar contra o Governo Dilma Rousseff e a corrupção. Foi o maior ato sobre política na história do Brasil, superando as Diretas já.
A primeira cidade a realizar os protestos foi Chapecó no Oeste do estado de Santa Catarina no dia 12 de março e levou cerca de 25 mil pessoas as ruas. Todas as demais cidades realizaram a manifestação em 13 de março, com a presença confirmada de mais de três milhões de pessoas na maior manifestação já registrada. O movimento levou 6,9 milhões de pessoas as ruas em todos os estados do país e no Distrito Federal de acordo com os organizadores. Já de acordo com as PMs das unidades federativas este número foi de 3,6 milhões.
Em Maceió, o presidente do Senado, Renan Calheiros (PMDB), investigado em sete inquéritos pela Operação Lava Jato, também foi lembrado em faixas. A ideia do impeachment foi defendida por milhares de pessoas em todas as regiões.
Os protestos continuaram nos dias 16, 17, 18, 19, 20 e 21 de março contra a corrupção, contra o governo, a favor do impeachment e contra a nomeação de Lula como ministro da Casa Civil.

### Acampamento na avenida Paulista
Manifestantes a favor do impeachment da então presidente Dilma Rousseff estavam acampados na época da formação da comissão de impedimento na Câmara. Eles estavam em frente à sede da Federação das Indústrias do Estado de São Paulo (Fiesp), na Avenida Paulista, na manhã do dia 19 de março. Eram quinze barracas na calçada, erguidas como reação ao protesto do PT e de entidades sindicais, como a Central Única dos Trabalhadores (CUT,) que defendiam a presidente Dilma, ocorrido na Paulista durante a tarde do dia 19. Os manifestantes já estavam acampados antes desse ato pró-Dilma, mas eles foram retirados em uma ação da Tropa de Choque, devido ao do protesto do Partido dos Trabalhadores, que seria realizado à tarde. Naquele momento, eles estavam acampados há 39 horas.
Em 21 de março de 2016, o grupo de manifestantes continuaram acampados em frente ao prédio da FIESP, com 37 barracas. O boneco Pixuleco foi inflado como uma forma de chamar atenção para causa.

### Repercussão internacional
O The Wall Street Journal destacou que "milhares protestaram contra a presidente Dilma Rousseff e o partido do governo". A publicação no jornal ainda comentou que "muitos culpam o governo pelo escândalo de corrupção, que causou colapso da economia local e humilhou o maior país da América Latina".

## 31 de julho de 2016
Em 31 de julho, dezenas de milhares de manifestantes realizaram atos contra a então presidente Dilma Rousseff, em vinte estados e no Distrito Federal.
Além do apoio ao impeachment da presidente, alguns atos também declararam apoio a reivindicações específicas, como as investigações da Operação Lava Jato, a autonomia da Polícia Federal e o fim da corrupção.

## Após oimpeachment
Em 4 de dezembro, novas manifestações voltaram a ocupar as ruas do país. Foram as primeiras manifestações durante o Governo Michel Temer e tinham como objetivo a saída de Renan Calheiros da presidência do Senado e o apoio às 10 Medidas contra a corrupção. Apesar de que o governo Temer e o próprio presidente estarem citados na Lava Jato, o Planalto não foi alvo dos protestos.

## Tchau, querida

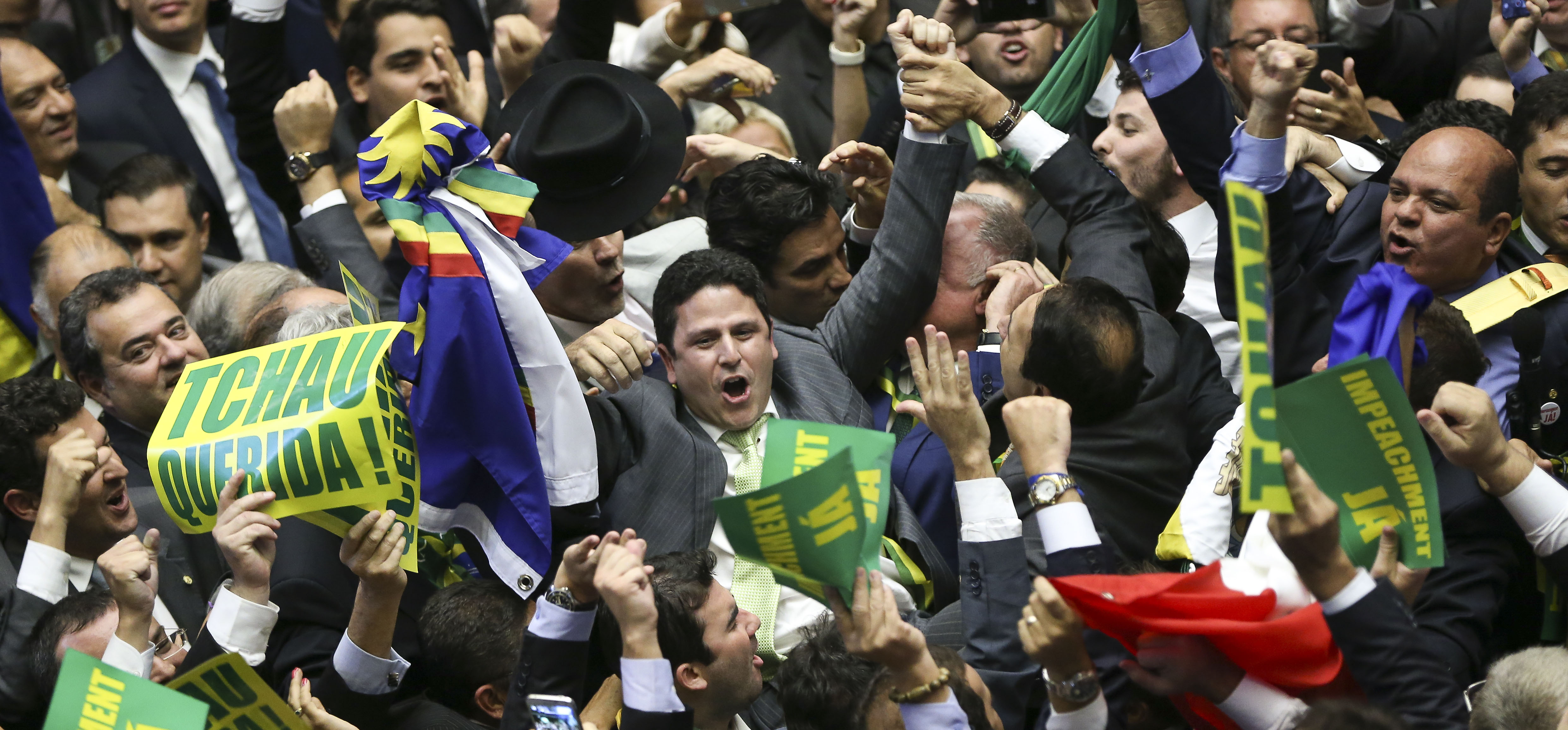
O cartaz com o texto "Tchau querida" (na esquerda da imagem) foi usado na Câmara dos Deputados durante a votação do impeachment

"Tchau, querida" foi uma expressão utilizada para se referir a Dilma Rousseff durante o processo de impeachment. A expressão surgiu em 16 de março após a divulgação de um grampo telefônico de uma conversa entre Luiz Inácio Lula da Silva e Dilma. Ao finalizar a conversa, ele se despediu de Dilma com um "Tchau, querida". A expressão chegou aos trending topics no Twitter em 11 de maio de 2016 e foi usada por manifestantes que pediam o impeachment da presidente, tendo sido usada em camisetas e canções.